# Megalestes discus
Megalestes discus är en trollsländeart som beskrevs av Wilson 2004. Megalestes discus ingår i släktet Megalestes och familjen Synlestidae. Inga underarter finns listade i Catalogue of Life.